# Neaera
«Neaera» — немецкая группа, играющая в жанре мелодичный дэт-метал, ранее — металкор. На текущий момент записано 6 альбомов.

## История
Весной 2003 года Тобиас Бкк, гитарист детграйнд-команды Malzan, организовал сайд-проект The Ninth Gate с целью попробовать себя на поприще шведского дэт-метала. Buck быстро нашёл единомышленников в лице Себастьяна Хельдта (ударные), Бенни Хиллеке (вокал) и Беньямина Доната (бас). Вскоре к ним присоединился гитарист Стефан Келлер. В апреле 2004 года квинтетом заинтересовался лейбл Metal Blade Records, и, понимая, что старое название группы никуда не годится, немцы пошли на решительный шаг, поменяв имя на Neaera.
Подписав контракт с Metal Blade, Neaera в ноябре 2004 года при помощи продюсера-ветерана Энди Классена записывают дебютный альбом The Rising Tide Of Oblivion, который был выпущен в марте 2005 года. Дебют имел исключительно хорошие отзывы, и группа даёт многочисленные концерты в Германии и за рубежом, закончив год евротуром с As I Lay Dying и Heaven Shall Burn.
Почивать на лаврах музыканты не собирались, и уже в январе 2006 года отправились в датскую Hansen studios, где под руководством продюсера Якоба Хансена записали второй альбом Let The Tempest Come, выпущенный в апреле 2006 года. Альбом показал, что группа не только не сдала завоёванных дебютом позиций, но и предстала как довольно зрелый музыкальный коллектив. Релиз был тепло встречен как поклонниками, так и прессой. В этом же году Neaera провели туры с Kataklysm и Caliban, также поучаствовав в фестивалях Summer Breeze, With Full Force и Donauinselfest.

## Дискография
2005 - The Rising Tide of Oblivion
2006 - Let The Tempest Come
2007 - Armamentarium
2009 - Omnicide-Creation Unleashed
2010 - Forging the Eclipse
2013 - Ours Is the Storm
2020 - Neaera